# クリスティアン・プルハク
クリスティアン・プルハク（Cristian Pulhac, 1984年8月17日 - ）は、ルーマニア・ヤシ出身の元サッカー選手。元ルーマニア代表である。現役時代のポジションはDF（左サイドバック）。

## 経歴
2002年にFCディナモ・ブカレストに加入。その活躍ぶりはRCDエスパニョールやインテル・ミラノが興味を示すほどであった。2006年にルーマニア代表デビューした。
2016年5月26日、FCペトロルル・プロイェシュティからキプロス・ファーストディビジョンのアリス・リマソールFCに移籍することが発表された。

## タイトル
ディナモ・ブカレスト
- ディヴィジアA : 2006-07
- クパ・ロムニエイ : 2004-05, 2011-12
- スーペルクパ・ロムニエイ : 2005, 2012